# El Correo de Galicia (1900)
El Correo de Galicia fue un periódico editado en Santiago de Compostela entre 1900 y 1919.
Apareció el 12 de noviembre de 1900 con el subtítulo de Diario independiente de avisos y noticias. Dirigido por Ramón Gallego García, hacía constar en todos los números que se editaba con censura eclesiástica. Alejandro Taboada Rivas fue su redactor jefe hasta su muerte en 1908. Entre sus colaboradores figuraron José Portal Fradejas, Emilio Villelga Rodríguez, Ricardo León, Juan López de Rego y Luis Cimadevilla Rey -que firmaba como Alcuino-. Cesó su publicación a finales de 1919, siendo sustituido por El Compostelano.